# Parakramabahu III
Parakramabahu III est un roi de Dambadeniya, dans l'actuel Sri Lanka.
Il s'intallera dans l'ancienne capitale, à Polonnaruwa.

## Étymologie
Le nom provient de la langue pali, propre au bouddhisme Theravada pratiqué au Sri Lanka, dont l'écriture est en Devanagari. La transcription en langue latine peut donc donner des résultats différents, selon le mot est transcrit traditionnellement ou en ISO 15919.
Le nom du roi Parakramabahu peut se décomposer en 2 mots :
- Le mot Parâkrama peut aussi se transcrire Parakrama, Parâkrama, Parãkrama, Parâkkama, Parãkkama ou Parakkama.
- Le mot Bâhu peut aussi se transcrire Bãhu, Bâhu, Baahu ou Bahu.

## Biographie
les Chroniques indiquent que le fils de Vijayabahu IV Parakramabahu III, succède à son oncle Bhuvanaikabahu I en 1286 après un occupation Pandyan de deux ans. Toutefois un poème composé en 1310 précise qu'il s'agit de la 7e année après son couronnement. De ce fait son règne débuterait donc en réalité vers 1302/1303 ce qui implique un interrègne d'une vingtaine d'années après son prédécesseur. Il suspecte son cousin Bhuvanaikabahu II de vouloir le renverser et le fait aveugler mais ce dernier réussit à le vaincre et à s'emparer du trône

### Remarque sur les sources historiques
- Livres en pali : Culavamsa et Rajaveliya. Les dates de règne des rois de Dambadeniya sont différents entre ces 2 livres.